# Dora Paskel
Dora Schrader Paskel (13 de noviembre de 1872 - 8 de mayo de 1953) fue una dama oriunda de la ciudad de Chester especialmente conocida por haber inspirado a E. C. Segar para la creación del personaje de Oliva Oyl, la novia de Popeye el marino.

## Biografía
Dora Schrader nació en USA el 13 de noviembre de 1872 hija del matrimonio Schrader. Durante su juventud se convirtió en una muchacha angulosa de una estatura poco común. Se desempeñó trabajando en una tienda de ramos generales que ella misma se encargó de abrir. El apellido Paskel se lo debe al hombre con quien contrajo matrimonio, Frank Paskel, un vecino de Chester que había nacido allí en 1864 y con quien tuvo un hijo de nombre Blossie Paskel.
La elevada estatura de Dora, su contextura delgada, su manera de vestir y su peinado recogido con bollo en el área de la nuca, despertaron el interés de Segar a la hora de forjar las características del personaje de Oliva Oyl para las tiras del Thimble Theatre. Fue vecina de Frank Fiegel y J. William Schuchert quienes a su vez se convertirían en los personajes de Popeye y Wimpy.
Dora falleció a la edad de 80 el 8 de mayo de 1953 en Chester.

## Homenajes
A modo de reconocimiento, en la tumba de Dora Paskel se grabó el rostro del personaje de Olive Oyl con la inscripción de que Paskel fue quien inspiró a la creación de ese personaje. También el Chester se inauguró una estatua de Olivia con Cocoliso y Eugene the Jeep en 2007.